# Ellipsolagenidae
Ellipsolagenidae es una familia de foraminíferos bentónicos de la Superfamilia Polymorphinoidea, del Suborden Lagenina y del Orden Lagenida. Su rango cronoestratigráfico abarca desde el Jurásico hasta la Actualidad.

## Discusión
Clasificaciones previas incluían Ellipsolagenidae en la Superfamilia Nodosarioidea.

## Clasificación
Ellipsolagenidae incluye a las siguientes subfamilias y géneros:
- Subfamilia Oolininae
  - Anturina
  - Buchnerina
  - Cushmanina
  - Exsculptina
  - Favulina
  - Galwayella
  - Heteromorphina
  - Homalohedra
  - Laculatina
  - Lagnea
  - Oolina
  - Pristinosceptrella
  - Vasicostella
- Subfamilia Ellipsolageninae
  - Duplella
  - Fissurina
  - Lagenosolenia
  - Palliolatella
  - Pseudoolina
  - Fissurinella
- Subfamilia Parafissurininae
  - Cursina
  - Irenita
  - Parafissurina
  - Pseudosolenina
  - Solenina
  - Ventrostoma
  - Walterparria
  - Wiesnerina
- Subfamilia Pseudofissurininae
  - Pseudofissurina
- Subfamilia Sipholageninae
  - Bifarilaminella
  - Moncharmontzeiana
  - Sipholagena

Otros géneros de Ellipsolagenidae no asignados a ninguna subfamilia son:
- Globofissurella
- Nanosylvanella

Otros géneros considerados en Ellipsolagenidae son:
- Arthurina de la Subfamilia Parafissurininae, aceptado como Ventrostoma
- Buchneria de la Subfamilia Sipholageninae, sustituido por Sipholagena
- Cenchridium de la Subfamilia Oolininae, aceptado como Oolina
- Ellipsofissurina de la Subfamilia Ellipsolageninae, aceptado como Fissurina
- Ellipsolagena de la Subfamilia Ellipsolageninae, aceptado como Fissurina
- Elliptina de la Subfamilia Oolininae, aceptado como Cenchridium
- Entolagena de la Subfamilia Oolininae, considerado sinónimo posterior de Oolina
- Entosolenia de la Subfamilia Oolininae, aceptado como Oolina
- Hyaleina de la Subfamilia Ellipsolageninae, aceptado como Fissurina
- Ovulina de la Subfamilia Oolininae, aceptado como Oolina
- Pytine de la Subfamilia Sipholageninae, sustituido por Moncharmontzeiana
- Tortaguttus de la Subfamilia Oolininae
- Trigonulina de la Subfamilia Oolininae, aceptado como Galwayella